# Цензура в Алжире
Условия работы журналистов в Алжире изменились с момента обретения независимости в 1962 году. После 1990 года Кодекс печати был запрещён, что обеспечило большую свободу печати. Однако во время гражданской войны 1990-х годов более 70 журналистов были убиты террористами. В период с 1993 по 1998 год в Алжире было убито 60 журналистов.

## 1990-е — 2000-е годы
В период с 1990-х по 2000-е годы президент Абдель Азиз Бутефлика приказал закрыть несколько газет, заключил в тюрьму таких журналистов, как Мохаммад Беншику, директор Le Matin и автор критической биографии Бутефлики, а других репортёров вынудил покинуть страну, в основном они уехали во Францию.
Индекс свободы прессы организации «Репортёры без границ» (RSF на французском языке) даёт примерно 40 для Алжира (хотя эта цифра увеличилась, что означает меньшую свободу прессы). Наряду с газетой L’Humanité, RWF осудил тюремное заключение Мохаммада Беншику, директора Le Matin, который был приговорён к двум годам тюремного заключения за разоблачение коррупции в Алжире. В 2006 году Беншику был награждён премией PEN/Barbara Goldsmith Freedom to Write Award.
В Алжире продолжалось притеснение свободы прессы и кроме тюремного заключения Мохамеда Беншику. Газета La Tribune была закрыта в 1996 году, а блог Сэма подвергся цензуре в марте 2006 года. Эль-Ватан также пострадал от нападений со стороны алжирского государства в 1998 году. Его репортёры, по данным RSF и Комитета защиты журналистов (CPJ), становились мишенью как для правительственных сил, так и для исламистских повстанцев. Журналисты из Liberté и Le Matin были вынуждены эмигрировать во Францию.

## Симпозиум по исчезновениям, февраль 2007 года
Власти заблокировали 7 февраля 2007 года симпозиум под названием «Pour la Vérité, la Paix et la Conciliation» («За правду, мир и примирение»), организованный CFDA (Collectif des familles de disparus en Algérie, Коллектив семей пропавших без вести в Алжире), SOS Disparus, Djazairouna, ANFD (Национальная ассоциация семей пропавших без вести) и Somoud. Эта новая форма цензуры на конференции, посвящённой «исчезновениям», произошедшим во время гражданской войны в 1990-х годах, подверглась критике со стороны ACAT-France (Action des Chrétiens pour l’abolition de la Tor), Международной федерации прав человека (IFHR) и Всемирной организации против пыток (WOAT). Кроме того, критики неоднозначной Хартии за мир и национальное примирение, принятой 29 сентября 2006 года, стали мишенью властей, которые используют различные методы запугивания, в том числе судебные, в отношении адвокатов и правозащитников.

## 2020-е годы
В апреле 2020 года  испанская ежедневная общественно-политическая газета El País сообщила, что власти заблокировали сайты Maghreb Emergent и Radio M, которые критиковали режим. Журналист Халед Драрени, работавший на Радио М и освещавший протесты в Алжире в 2019–2020 годах, был арестован. 13 июня 2021 года Министерство связи Алжира приняло решение об аннулировании аккредитации СМИ известного французского новостного канала France 24.